# Романов, Роман Владимирович
Рома́н Влади́мирович Рома́нов (род. 18 октября 1982, Москва, СССР) — российский общественный деятель. Директор Музея истории ГУЛАГа (2012—2025). Член Межведомственной рабочей группы по координации деятельности, реализующей концепцию государственной политики по увековечению памяти жертв политических репрессий. Член Общественной палаты города Москвы. Член Совета при Президенте РФ по развитию гражданского общества и правам человека.

## Биография
Родился 18 октября 1982 года. Женат, отец троих детей (два сына и дочь).
Окончил психологический факультет Университета Российской академии образования по специальности «клиническая психология» с присвоением квалификации «психолог, преподаватель психологии». Также прошёл обучение по программе «музееведение» на кафедре музейного дела в образовательном учреждении дополнительного образования «Академия переподготовки работников искусства, культуры и туризма».

### Деятельность в сфере культуры
В 2000—2005 годах — волонтёр, а в 2005—2008 годах — заместитель директора Оптического театра. За время работы в соавторстве создано несколько оптических спектаклей, среди них: «Маленький принц» и «Алхимия. Свет из глубины веков».
В 2005—2006 годах — педагог-психолог в школе-интернате Центр психолого-медико-социального сопровождения «Взаимодействие».
В 2005—2008 годах работал руководителем отдела, а затем в 2007—2008 годах — генеральным директором компании «Современные музейные технологии».
11 сентября 2008 года вступил в должность заместителя директора Музея истории ГУЛАГа, 1 февраля 2012 года был принят на должность директора музея, которую занимал до января 2025 года.
В 2021 году Музей истории ГУЛАГа получил престижную музейную премию Совета Европы.

### Общественная деятельность
В 2014 году вошёл в состав жюри конкурса на лучший проект монумента жертвам политических репрессий на пересечении проспекта Академика Сахарова и Садового кольца в Москве.
С 18 апреля 2016 года — руководитель Фонда Памяти. Фонд собирает частные и корпоративные пожертвования и направляет их на поддержку проектов по сохранению памяти об истории массовых репрессий в СССР в 1918—1956 годах. В частности, Фонд Памяти курировал сбор средств на установку монумента жертвам политических репрессий «Стена скорби» в Москве.
По инициативе Романова при участии экспертов и сотрудников региональных музеев в октябре 2015 года была создана Ассоциация российских музеев памяти, которая позволяет участникам обмениваться опытом, объединяться для координации исследовательской и образовательной деятельности, реализовывать совместные межмузейные проекты, направленные на сохранение исторической памяти о массовых репрессиях. Ассоциация открыта как для государственных, так и для общественных организаций, а также для частных лиц.
Является членом Межведомственной рабочей группы по координации деятельности, реализующей концепцию государственной политики по увековечению памяти жертв политических репрессий, а также членом Общественной палаты города Москвы.
3 декабря 2018 года вошёл в состав Совета при Президенте РФ по развитию гражданского общества и правам человека.

## Награды
Медаль ордена «За заслуги перед Отечеством» II степени (21 августа 2018 года) — за большой вклад в развитие отечественной культуры, искусства, средств массовой информации и многолетнюю плодотворную деятельность.